# 長坂昴一
長坂 昴一（ながさか こういち 1945年 - ）は、元気象庁長官（2004年 - 2006年）。財団法人気象業務支援センター理事長。
1967年 名古屋大学理学部物理学科卒業。同年 気象庁入庁。観測部長、予報部長などを経て、2004年 気象庁長官就任。

## 略歴
- 1967年3月 - 名古屋大学理学部物理学科卒業
- 1967年4月 - 気象庁入庁
- 1991年4月 - 気象庁総務部企画課国際業務管理官
- 1993年4月 - 気象庁海洋気象部海上気象課長
- 1995年4月 - 気象庁海洋気象部海務課長
- 1996年7月 - 気象庁気候・海洋気象部海務課長
- 1997年4月 - 気象庁総務部企画課長
- 1999年4月 - 福岡管区気象台長
- 2001年4月 - 気象庁気候・海洋気象部長
- 2002年4月 - 気象庁観測部長
- 2003年4月 - 気象庁予報部長
- 2004年4月 - 気象庁長官
- 2006年 - 財団法人気象業務支援センター理事長
- 2015年 - 春の叙勲で瑞宝重光章受章[1]